# Boss'n Up
Boss'n Up est un film américain tourné en 2005 par Dylan C. Brown, sorti en France en mars 2007.

## Synopsis
Cordé Christopher (Snoop Dogg) est un simple employé de supermarché à la vie frustrante et monotone, mais dont l'ambition dépasse ce mode de vie. Grâce à ses facilités avec les femmes et à Orange Juice, le plus charismatique des macs de L.A., Cordé va s'installer confortablement en tant que nouveau Pimp. Il paye très bien ses employées et s'attire ainsi celles des autres macs. Parallèlement aux autres macs, Cordé va devoir faire face à la police et à son amour pour une de ses employées : Chardonnay, un amour interdit par le code des Pimp.

## Fiche technique
- Scénario et réalisation : Dylan C. Brown
- Musique : Snoop Dogg
- Éditeur : Jason Resmer
- Photographie : Max Wang
- Producteur : Ted Chung et Dylan Brown
- Producteur exécutif : Snoop Dogg
- Durée : 90 minutes
- Date de sortie : France : 21 mars 2007

## Distribution
- Snoop Dogg : Cordé Christopher
- Hawthorne James : Orange Juice
- Larry Mc Coy : Mint condition
- Shillae Anderson : Chardonnay
- Lil Jon : Sherrif
- Scruncho : Hucky G

## Commentaire et analyse
- La scène où Cordé travaille au supermarché et décide soudainement de se lancer dans le crime est reprise de Scarface, quand Tony Montana et Mani trouvent leur premier deal de cocaïne.
- Le film est divisé par plusieurs chansons interprétées sur le plateau, comme une comédie musicale.

Bilan : Malgré un scénario et une mise en scène très convenus pour ce genre de film (pas de sexe ni de drogue à l'écran), Boss'n Up n'en reste pas moins un éloge du proxénétisme, où de sublimes créatures sont heureuses d'être esclaves d'un mac. Quelques passages n'en restent pas moins amusants, notamment les diverses apparitions de Hawthorne James.